# Vadim Neselovskyi
Vadim Neselovskyi (russisch Вадим Неселовский Wadim Nesselowski, englische Transkription Vadim Neselovsky, * 8. November 1977 in Odessa, Ukrainische SSR, Sowjetunion) ist ein ukrainischer Jazzpianist (auch Gesang), Komponist und Hochschullehrer.

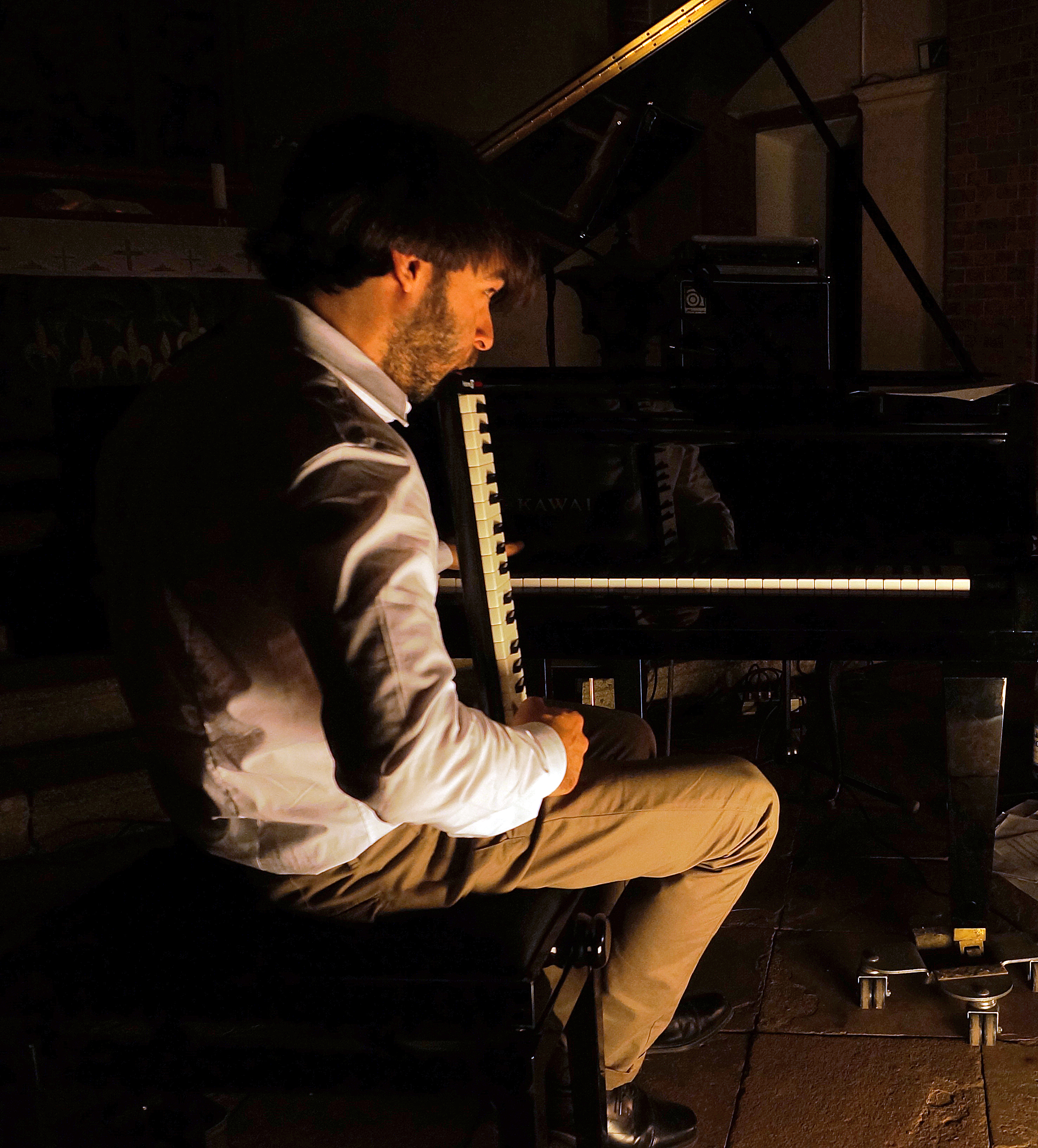
Vadim Neselovskyi bei einem Konzert mit Christian Jaroslawski in der Bugenhagenkirche Wieck/Greifswald im August 2013

## Leben
Neselovskyi wuchs in seiner Heimatstadt Odessa auf und wurde dort im Alter von 15 Jahren als jüngster Student am Konservatorium aufgenommen. 1995 kam er als jüdischer Kontingentflüchtling nach Unna-Massen und trat bei der Düsseldorfer Jazz-Rally sowie den Leipziger Jazztagen auf. Neselovskyi begann ein Musikstudium bei Boris Bloch an der Folkwang Hochschule in Essen und erwarb den Bachelor an der Hochschule für Musik Detmold.
2001 siedelte Neselovskyi in die USA über, wo er sein Studium am Berklee College of Music mit dem Diplom abschloss und später den Master am Thelonious Monk Institute in New Orleans erwarb. Während des Studiums komponierte er 2003 einen Berklee Promotion Song, der von Pat Metheny produziert wurde.
Ab 2004 war Neselovskyi mit Gary Burton und dessen Quintett auf Tournee (Next Generation) durch die USA, Europa und Japan. Außerdem arbeitete er mit Christian Finger zusammen. 2007 legte er sein Debütalbum Spring Song mit Eigenkompositionen vor, an dem die holländischen Sängerin Vera Westera mitwirkte. 2009 nahmen ihn Herbie Hancock und Dee Dee Bridgewater mit auf eine Tour durch Indien. 2010 gewann er die Thelonious Monk International Jazz Competition sowie den zweiten Preis bei der 5. Martial Solal International Jazz Piano Competition in Paris. 2011 entstand in Stamford sein Soloalbum Music for September, das von Fred Hersch für Sunnyside Records produziert wurde. 2013 spielte er im Trio Bez Granitz mit Bodek Janke (Schlagzeug) und Alexander Morsey (Bass); auch nahm er mit East Drive auf. 2014 war er mit Jeff Denson auf Tournee. Mehrere Alben entstanden mit Arkady Shilkloper. 2017 arbeitete er im Duo mit der Sängerin Tamara Lukasheva; außerdem legte er die Alben Get Up and Go und 2019 mit Craig Taborn Da'at vor. Mit seiner 2020 entstandenen Solo-Suite „Odesa“, die 2022 auch als Album erschien, setzte er seiner Heimatstadt ein Denkmal.
Im Bereich des Jazz war Neselovskyi zwischen 2004 und 2017 an wenigstens 13 Aufnahmesessions beteiligt. Er ist seit 2013 Assistant Professor für Piano am Berklee College of Music in Boston.

## Diskografische Anmerkungen
- Arkady Shilkloper & Vadim Neselovskyi: Lustrum (Neuklang, 2017)[6]
- Odesa: A Musical Walk Through a Legendary City (Sunnyside Records 2022)[7]